# Can Pelegrí (Riells i Viabrea)
Can Pelegrí és una obra de Riells i Viabrea (Selva) inclosa a l'Inventari del Patrimoni Arquitectònic de Catalunya. És una de les cases més antigues de Riells i conserva força bé la seva fesomia del segle xvi.

## Descripció
L'edifici principal és de dues plantes, vessants a laterals i cornisa catalana refeta amb ciment. El portal és d'arc de mig punt amb grans dovelles. A la part superior hi ha una finestra amb llinda monolítica i ampit motllurat i, a la seva dreta, un interessant rellotge de sol fet sobre arrebossat de morter de calç que porta la data de 1702. El costat dret de la façana és obert i presenta una terrassa coberta amb barana de fusta i al lateral, sobre un pilar, hi trobem un altre rellotge de sol en força mal estat de conservació.
La masoveria i les antigues corts de la part del darrere fa pocs anys s'han arreglat com a habitatge. És una construcció amb vessants a façana i obertures amb llinda de fusta. El parament és de pedra irregular vista en tota la construcció.

## Història
L'any 1497 en el Turó de Morou consta un empriu que es repartia entre cinc propietaris i un d'ells era la casa forta de can Pelegrí. L'actual casa data de l'any 1761.